# 登峰造極青年籃球邀請賽
登峰造極青年籃球邀請賽（英語：Why Not Me）為臺灣公益學生籃球競賽，由中華文化教育暨體育交流促進會於2021年創立，中華文化教育暨體育交流促進會與中華民國籃球協會主辦，分為高中與大專甲組、男子與女子等4大組別。興富發建設自2022年冠名贊助至今。2023年起與臺北市體育總會啦啦隊協會聯合主辦，結合啦啦隊賽事，舉辦《登峰造極青春洋溢啦啦隊邀請賽》讓不同的文化做融合，在暑假期間打造出屬於一個最活潑、青春與熱血的青年活動。

## 歷屆名次

### 大專組

#### 男子組
註：2024年度因颱風因素影響，僅依勝場數做排名依據。

| 年度 |          |          |          |           |          |          |          |          |
| 年度 | A組第一  | A組第二  | A組第三  | A組第四   | B組第一  | B組第二  | B組第三  | B組第四  |
| ---- | -------- | -------- | -------- | --------- | -------- | -------- | -------- | -------- |
| 2024 | 臺灣師大 | 輔仁大學 | 政治大學 | 菲律賓CEU | 健行科大 | 臺灣藝大 | 國立體大 | 虎尾科大 |

| 年度 |          |          |          |          |          |          |          |          |
| 年度 | 冠軍     | 亞軍     | 季軍     | 第四名   | 第五名   | 第六名   | 第七名   | 第八名   |
| ---- | -------- | -------- | -------- | -------- | -------- | -------- | -------- | -------- |
| 2023 | 政治大學 | 世新大學 | 臺灣師大 | 健行科大 | 臺灣藝大 | 輔仁大學 | 國立體大 | 文化大學 |
| 2022 | 政治大學 | 健行科大 | 臺灣師大 | 臺灣藝大 | 輔仁大學 | 萬能科大 | 國立體大 | 義守大學 |
| 2021 | 政治大學 | 健行科大 | 國立體大 | 臺灣師大 | 世新大學 | 高雄師大 | 輔仁大學 | 義守大學 |

#### 女子組
註：2024年度因颱風因素影響，僅依勝場數做排名依據。
| 學年 |          |          |          |          |          |          |
| 學年 | 冠軍     | 亞軍     | 季軍     | 第四名   | 第五名   | 第六名   |
| ---- | -------- | -------- | -------- | -------- | -------- | -------- |
| 2024 | 文化大學 | 馬來西亞 | 美和科大 | 臺灣師大 | 北市大學 | 臺灣科大 |
| 2023 | 世新大學 | 臺灣師大 | 佛光大學 | 北市大學 | 臺灣體大 | 臺灣大學 |
| 2022 | 文化大學 | 北市大學 | 臺灣師大 | 佛光大學 | 臺灣大學 | 臺灣科大 |
| 2021 | 文化大學 | 世新大學 | 佛光大學 | 臺灣師大 | 北市大學 | 臺灣體大 |

### 高中組

#### 男子組
| 學年 |          |          |          |          |          |            |          |          |
| 學年 | 冠軍     | 亞軍     | 季軍     | 第四名   | 第五名   | 第六名     | 第七名   | 第八名   |
| ---- | -------- | -------- | -------- | -------- | -------- | ---------- | -------- | -------- |
| 2024 | 南山高中 | 光復高中 | 松山高中 | 東泰高中 | 能仁家商 | 江蘇連雲港 | 泰山高中 | 高岡第一 |
| 2023 | 松山高中 | 光復高中 | 南山高中 | 東泰高中 | 正智深谷 | 能仁家商   | 高苑工商 | 泰山高中 |
| 2022 | 能仁家商 | 南山高中 | 錦和高中 | 高苑工商 | 東泰高中 | 松山高中   | 東山高中 | 泰山高中 |
| 2021 | 高苑工商 | 能仁家商 | 松山高中 | 東山高中 | 南山高中 | 光復高中   | 泰山高中 | 東泰高中 |

#### 女子組
| 學年 |          |          |          |          |          |          |          |              |
| 學年 | 冠軍     | 亞軍     | 季軍     | 第四名   | 第五名   | 第六名   | 第七名   | 第八名       |
| ---- | -------- | -------- | -------- | -------- | -------- | -------- | -------- | ------------ |
| 2024 | 北一女中 | 淡水商工 | 永仁高中 | 陽明高中 | 普門高中 | 南山高中 | 金甌女中 | 新加坡實訖納 |
| 2023 | 淡水商工 | 北一女中 | 高知中央 | 永仁高中 | 南山高中 | 南湖高中 | 陽明高中 | 金甌女中     |
| 2022 | 淡水商工 | 永仁高中 | 南山高中 | 金甌女中 | 普門高中 | 高苑工商 | 輔仁中學 | 苗栗高商     |
| 2021 | 淡水商工 | 永仁高中 | 陽明高中 | 北一女中 | 苗栗高商 | 金甌女中 | 南湖高中 | 南山高中     |

## 外部連結
- 中華文化教育暨體育交流促進會 官方網站 （页面存档备份，存于）
- 中華文化教育暨體育交流促進會 官方 Facebook （页面存档备份，存于）
- 登峰造極青年籃球邀請賽 官方 Facebook
- 登峰造極青年排球邀請賽 官方 Facebook （页面存档备份，存于）
- 中華文化教育暨體育交流促進會 官方 YouTube （页面存档备份，存于）
- 中華文化教育暨體育交流促進會 官方 Instagram
- 中華文化教育暨體育交流促進會 官方 Threads （页面存档备份，存于）
- 中華文化教育暨體育交流促進會 官方 TikTok （页面存档备份，存于）
- 登峰造極青年籃球邀請賽 Why Not Me 球賽數據 （页面存档备份，存于）
- 登峰造極舞動青春 官方 Facebook （页面存档备份，存于）